# Ursula Huth
Ursula Huth (* 29. September 1952 in Ulm) ist eine deutsche Bildhauerin und Glaskünstlerin.
Installationen aus Pâte de verre, Skulpturen und Glasbilder aus Überfangglas sind weltweit zu finden.

## Leben
Ursula Huth ist mit drei Geschwistern in Laupheim aufgewachsen. Im Alter von 16 Jahren eignete sie sich autodidaktisch die Email-Technik an. Sie konzentrierte sich zunächst auf die Motivarbeit auf transparentem Email als Bildträger. Von 1972 bis 1979 studierte sie Kunstgeschichte an der Universität Stuttgart sowie Malerei und Glasgestaltung an der Staatlichen Akademie der Bildenden Künste Stuttgart.

Als Schülerin bei Hans Gottfried von Stockhausen war sie an Glas herangeführt worden und erlebte den Durchbruch der herkömmlichen Bindung der Glasmalerei an die Architektur hin zum „freien Glasbild“.

Nach dem Studium erreichte die amerikanische Studioglasbewegung Europa. Ursula Huth erhielt ein Stipendium des Deutschen Akademischen Austauschdienstes DAAD und setzte ihr Studium von 1980 bis 1982 an der Rhode Island School of Design in Providence (USA) fort. Dort leitete Dale Chihuly seit zehn Jahren das „Glass Program“. Ursula Huth lernte den Umgang mit heißem Glas und unterrichtete später an der Pilchuck Glass School.

Beeinflusst von der amerikanischen Studioglasbewegung gestaltet Huth Glasplastiken in technischer Vielfalt unter Verwendung malerisch-graphischer Mittel. Bereits in den Arbeiten der späten 1970er Jahre weicht das strenge Kompositionsschema der Glasbilder einer freien Flächenaufteilung mit einer spontaneren Umsetzung, u. a. durch Ätzung, Gravur, Sandstrahlen sowie Schwarzlot- und Emailmalerei. Gleichzeitig findet eine Annäherung an gegenständliche Motive statt, die symbolhaft wiederkehren und durch weitere archaische Zeichen und kindlich anmutende Kritzeleien ergänzt werden. Als Material für die Glasbilder verwendet Ursula Huth meist mehrfach überfangene Gläser, die sie in der Glashütte Lamberts in Waldsassen fertigen lässt.
Ihre Arbeit als Künstlerin wurde später durch zahlreiche Reisen und Arbeitsaufenthalte in Indien, Indonesien, Japan und Nepal inspiriert. Dort setzte sie sich mit traditionellen Arbeiten auseinander, erprobte uralte Techniken und lässt diese Erfahrung in ihre heutigen Werke mit einfließen.
Ursula Huth ist seit 1994 mit dem Lehrer und Maler Christoph Klett verheiratet. Sie wohnt und arbeitet in Tübingen im ehemaligen Haus der Bildhauerin Suse Müller-Diefenbach.

## Lehraufträge
Seit 1979 bis heute hat Ursula Huth an verschiedenen Fachschulen und Universitäten gelehrt. Diese Tätigkeit führte sie u. a. nach Australien, Belgien, CSSR/CSFR, Frankreich, Großbritannien, Indien, Irland, Japan, Schottland, in die Schweiz, in die Ukraine und in die USA.

## Auszeichnungen
- 1980 Jugendkunstpreis der Stadt Ulm
- 1980 DAAD-Jahresstipendium für USA
- 1981 International Peace Scholarship, Iowa, USA
- 1985 2. Coburger Glaspreis, Sonderpreis
- 1991 Württembergische Kunststiftung
- 1994 Rakow Commission Award, Corning Museum of Glass, N.Y., USA
- 2004 Kyohei Fujita Prize, International Glass exhib. Kanazawa, Japan

## Ausstellungen, Auswahl
Arbeiten von Ursula Huth sind seit 1980 bis heute in annähernd 100 Ausstellungen in Deutschland, Europa, Nordamerika und Japan präsentiert worden. Galerien und Museen weltweit stellen ihre Werke kontinuierlich aus.